# Säkularkanoniker
Als Säkularkanoniker, auch weltgeistliche Chorherren, weltliche Chorherren oder unregulierte Chorherren genannt (Chorherr ist ein Synonym für Kanoniker), bezeichnet man Mitglieder kirchlicher Gemeinschaften (Kollegiatstift), die kein Ordensgelübde abgelegt haben. Sie behalten im Unterschied zu Ordensgeistlichen ihr Privatvermögen und können das Stift jederzeit verlassen.

## Geschichte
Die nach dem Vorbild des Augustinus von Hippo in Abgrenzung zum (benediktinischen) Mönchtum entwickelte Kanonikerregel (regula canonicorum) wurde 755 von Bischof Chrodegang von Metz für sein Bistum erlassen. Weiter entwickelt auf der Reichssynode von Aachen im Jahre 816 wurde sie von Kaiser Ludwig den Frommen (Ludwig I.) für das gesamte Karolingerreich als verbindlich festgelegt.
Im 11. und 12. Jahrhundert nutzten vor allem Adelsfamilien Säkularkanoniker-Positionen eines Domkapitels oder Stiftskapitels zur Versorgung nachgeborener Söhne oder zur Vorbereitung auf spätere Karrieren im Klerus bzw. bei Hofe. Da sie keine Gelübde – auch kein Armutsgelübde – abzulegen hatten, konnten die Geistlichen von den Pfründen der Stifte gut leben; die vom Stifter ursprünglich beabsichtigten seelsorgerischen Aufgaben der Gemeinschaft traten dabei häufig in den Hintergrund. Viele Kanoniker blieben ihr ganzes Leben Subdiakon.
Für den Adel wichtig war die Möglichkeit, in die säkulare Welt zurückzukehren, falls ein Nachgeborener als Erbe des Familienbesitzes einspringen musste; er konnte dann mit Dispens vom Subdiakonat aus dem Stift austreten, anschließend auch heiraten und die Familie fortsetzen. Wenn höhere Dignitäten angetreten werden sollten (Propst, Dechant, Thesaurar, Scholaster, o. ä.) erhielt der Kandidat jedoch in der Regel die Priesterweihe.
Hervorzuheben ist die Bedeutung des Säkularkanonikertums bei der Gründung der Universitäten im Spätmittelalter: Die ersten Professoren dieser neu gegründeten (Landes-)Universitäten waren überwiegend Säkularkanoniker.

## Unterschied zu Regularkanonikern
Im Unterschied zu Säkularkanonikern leben Regularkanoniker nach einer Ordensregel (zumeist nach einer von zwei Regeln des Augustinus von Hippo, dem ordo antiquus oder dem ordo novus), besitzen die Priesterweihe und haben Ordensgelübde abgelegt, sind jedoch nicht Mönche im benediktinischen Sinne.